# Supernatural: Witch's Canyon
Supernatural: Witch's Canyon è un romanzo horror del 2007 di Jeff Mariotte. Si tratta del secondo romanzo ispirato alla serie televisiva Supernatural. Venne pubblicato il 30 ottobre 2007 dalla casa editrice HarperEntertainment.
La storia si svolge circa una settimana dopo gli eventi del romanzo Nevermore, con i fratelli Winchester che indagano sul caso che gli è stato dato alla fine del romanzo. Si tratta di un'avventura inedita che si svolge durante la seconda stagione della serie televisiva.

## Trama
Nei pressi di un ranch abbandonato situato appena oltre le viste mozzafiato del Grand Canyon ogni quarant'anni si verificano misteriose ondate di omicidi e la prossima apertura di un centro commerciale potrebbe attirare nella zona migliaia di potenziali vittime. I fratelli Winchester, determinati a proteggere la gente del posto, si ritrovano a dover combattere contro feroci spiriti animali e malvagi fantasmi umani.